# Rudolfin
Rudolfin – wieś w Polsce położona w województwie lubelskim, w powiecie chełmskim, w gminie Kamień.
W latach 1973–83 w gminie Chełm. W latach 1975–1998 miejscowość administracyjnie należała do województwa chełmskiego. 
Wieś jest sołectwem w gminie Kamień. Według Narodowego Spisu Powszechnego (III 2011 r.) liczyła 200 mieszkańców i była siódmą co do wielkości miejscowością gminy Kamień.
Wierni Kościoła rzymskokatolickiego należą do parafii św. Michała Archanioła w Kamieniu.